# Aloe macroclada
Aloe macroclada é uma espécie de liliopsida do gênero Aloe, pertencente à família Asphodelaceae.